# Malta Caribs
El Malta Carib es un equipo de fútbol de Trinidad y Tobago que juega en la Primera División del Este, una de las ligas que conforman el tercer nivel del fútbol en el país.

## Historia
Fue fundado en el año 1974 en la ciudad de Couva por Alvin Corneal y aunque no es un equipo profesional han hecho varios viajes al extranjero para disputar partidos como a Canadá, Brasil e Inglaterra ante otros equipos semiprofesionales. Estuvieron en la TT Pro League antes del profesionalismo del fútbol en Trinidad y Tobago, pero nunca pudieron ganar el título de liga mientras jugaron en la máxima categoría. También cuentan con una sección de fútbol femenil.
Su logro más importante hasta el momento ha sido participar en la desaparecida Recopa de la Concacaf 1994, en la cual fueron eliminados en la primera ronda del Caribe ante el Lambada SC de Barbados.

## Participación en competiciones de la Concacaf
| Temporada | Torneo                | Ronda    | Club       | Casa | Visita | Global |
| --------- | --------------------- | -------- | ---------- | ---- | ------ | ------ |
| 1994      | Recopa de la Concacaf | Caribe 1 | Lambada SC | 1-1  | 1-2    | 2-3    |

## Jugadores destacados
- Stern John